# Holger Kammerhoff
Holger Otto Ludwig Kammerhoff (* 5. März 1945 in Sankt Andreasberg) ist ein deutscher Generalleutnant außer Dienst des Heeres der Bundeswehr. Er war von 2003 bis 2004 Kommandeur der Kosovo-Truppe (KFOR) und von 2004 bis 2006 Befehlshaber des Einsatzführungskommandos der Bundeswehr.

## Leben
Kammerhoff verpflichtete sich 1965 in der Bundeswehr und wurde zum Fallschirmjägerbataillon 291 in Stetten am kalten Markt versetzt. Nachdem er die Offizierausbildung abgeschlossen hatte, wurde er in Nienburg/Weser und Lüneburg als Zugführer und später auch als Kompaniechef eingesetzt. Von 1976 bis 1978 absolvierte er den 19. Generalstabslehrgang Heer an der Führungsakademie der Bundeswehr in Hamburg. Danach war er als Generalstabsoffizier G4 (Logistik) und G3 (Operationen) der Panzerbrigade 8 in Lüneburg eingesetzt.
In der Folgezeit war Kammerhoff als stellvertretender Abteilungsleiter des Führungsstabes des Heeres im Bundesministerium der Verteidigung tätig. Vom Oktober 1983 bis zum März 1986 kommandierte er das Panzergrenadierbataillon 302 in Ellwangen. Danach wurde er Stabsoffizier (G3) im Hauptquartier der Central Army Group (CENTAG), dem NATO-Oberkommando, welches für die Verteidigung von Zentral- und Süddeutschland zuständig ist. Sitz sind die Campbell Barracks in Heidelberg.
Vom Oktober 1988 bis zum Dezember 1990 war er Chef des Stabes der 3. Panzerdivision in Buxtehude. Nachdem er den Higher Command and Staff Course im Vereinigten Königreich absolviert hatte, wurde er ins Verteidigungsministerium versetzt und übernahm dort den Posten als Abteilungsleiter für Strategie und Operationen im Führungsstab des Heeres.
Vom 5. Februar 1992 bis zum 30. September 1995 wurde Kammerhoff dann das Kommando über die Gebirgsjägerbrigade 23 in Bad Reichenhall übertragen. In dieser Zeit, vom November 1993 bis März 1994, führte er als nationaler Kommandeur das 2. Kontingent des Deutschen Unterstützungsverbandes Somalia innerhalb der UN-Mission United Nations Operation in Somalia II in Somalia.
Nach diesem Kommando übernahm er 1995 die Abteilung für Ausbildung und Erziehung im Heeresamt. Im April 1996 wurde Kammerhoff stellvertretender Chef des Stabes des Allied Command Europe Rapid Reaction Corps der NATO. In dieser Funktion kommandierte er während der NATO-Operationen in Bosnien und Herzegowina, von März bis November 1996, das Hauptquartier der Implementation Force (IFOR) in Kroatien.
Ab April 1998 diente er dann bis 2000 als Befehlshaber des Wehrbereichskommandos IV und der 5. Panzerdivision in Mainz. Im Juli 1999 wurde er dann als Assistierender Direktor im internationalen Militärstab der NATO nach Brüssel versetzt, wo er das Kommando über die Operationsabteilung im Hauptquartier des Supreme Headquarters Allied Powers Europe der NATO übernahm.
Vom 10. Dezember 2001 bis zum 3. September 2003 war Kammerhoff der fünfte Kommandierende General des Eurokorps in Straßburg, Frankreich. Danach war er bis zum 31. August 2004 Kommandeur der KFOR in Priština. Anschließend übernahm er die Leitung des Einsatzführungskommandos der Bundeswehr in Schwielowsee bei Potsdam, welche er bis zur Versetzung in den Ruhestand mit Ablauf des März 2006 innehatte.
Kammerhoff ist verheiratet, evangelisch und hat eine Tochter.

## Auszeichnungen
- Deutsches Sportabzeichen in Gold
- Ehrenkreuz der Bundeswehr in Gold
- UN-Medaille Somalia
- Einsatzmedaille der Bundeswehr IFOR
- Einsatzmedaille der Bundeswehr KFOR
- NATO Meritorious Service Medal
- NATO-Medaille ehemaliges Jugoslawien
- Großoffizierkreuz des Ordens vom Aztekischen Adler (Mexiko)
- Großoffizierkreuz des Kronenordens von Belgien
- Orden der Eichenkrone (Luxemburg)
- Legion of Merit (Vereinigte Staaten)
- Verdienstkreuz am Bande des Verdienstordens der Bundesrepublik Deutschland